# Cape Town Spurs Football Club
Il Cape Town Spurs Football Club  (precedentemente denominata Ajax Cape Town Football Club) è una società calcistica sudafricana con sede a Parow, Città del Capo. Milita nella Second Division, la terza serie del sistema calcistico sudafricano.

## Storia
L'Ajax C.T. si è formato nel 1999 dalla fusione tra due squadre di Città del Capo, il Seven Stars e i Cape Town Spurs, dopo che la squadra olandese dell'Ajax aveva espanso la propria ricerca di talenti al Sudafrica.
Il team, fino alla stagione 2006-2007, non aveva mai vinto nulla, se si esclude la Rothmans Cup conquistata nel 2000, con Steven Pienaar stella di quella squadra, trasferitosi nei Paesi Bassi nel 2002. Comunque, nella stagione 2006-2007, sotto la guida del nuovo coach Muhsin Ertuğral, l'Ajax C.T. ha raggiunto il quarto posto in PSL e ha vinto la ABSA Cup, battendo 2-0 in finale il Mamelodi Sundowns, squadra vincitrice del campionato.
Nel gennaio 2007 la compagine sudafricana è riuscita a battere la squadra madre dell'Ajax per 3-1 in un'amichevole tenutasi a Città del Capo.
Nel 2020 l'Ajax Cape Town, ormai slegata dalla casamadre olandese, cambia nome, assumendo quello di Cape Town Spurs.

## Colori e simboli

### Colori
I colori sociali del Cape Town Spurs sono il bianco e il rosso.

## Strutture

### Stadio
La squadra gioca le sue partite casalinghe al Cape Town Stadium. Lo stadio ha una capienza di 55.000 posti a sedere.

## Allenatori e presidenti

### Allenatori
- 1999-2000  Leo van Veen
- 2000  Henk Bodewes (2000)
- 2000-2001  Steve Haupt (ad interim)
- 2001-2002  Rob McDonald
- 2002-2006  Gordon Igesund
- 2006-2007  Muhsin Ertuğral
- 2007-2009  Craig Rosslee
- 2009  Muhsin Ertuğral e  Jan Pruijn (ad interim)
- 2009-2011  Foppe De Haan
- 2011-2012  Maarten Stekelenburg
- 2012  Wilfred Mugeyi e  Jan Pruijn (ad interim)
- 2013  Jan Versleijen e  Muhsin Ertuğral (ad interim)
- 2013-2014  Muhsin Ertuğral
- 2014  Ian Taylor (ad interim)
- 2014-2016  Roger De Sá
- 2016-2017  Stanley Menzo
- 2017-2018  Muhsin Ertuğral
- 2018-2020  Andries Ulderink
- 2020-202?  Vladislav Herić
- 2023-  Ernst Middendorp

## Palmarès

### Competizioni nazionali
- National Soccer League: 1

1995
- Coppa del Sudafrica: 2

1995, 2007
- Coppa di Lega sudafricana: 2

2000, 2008
- MTN 8: 1

2015
- Rothmans Cup: 1

2000
- Old Mutual Mangaung Cup: 1

2007, 2008

### Altri piazzamenti
- Premier Division:

Secondo posto: 2003-2004, 2007-2008, 2010-2011
- Coppa del Sudafrica:

Finalista: 2003, 2014-2015
Semifinalista: 2008-2009
- Coppa di Lega sudafricana:

Finalista: 2009-2010
- National First Division:

Secondo posto: 2019-2020

## Organico

### Rosa 2020-2021
Rosa aggiornata al 21 luglio 2020.
| N. |                        | Ruolo | Calciatore           |
| -- | ---------------------- | ----- | -------------------- |
| 1  | Paesi Bassi (bandiera) | P     | Nick Hengelman       |
| 3  | Sudafrica (bandiera)   | D     | Cohen Stander        |
| 5  | Sudafrica (bandiera)   | D     | Thendo Mukumela      |
| 6  | Paesi Bassi (bandiera) | C     | Istvan Bakx          |
| 7  | Botswana (bandiera)    | A     | Mpho Kgaswane        |
| 9  | Sudafrica (bandiera)   | A     | Eleazar Rodgers      |
| 10 | Sudafrica (bandiera)   | C     | Riyaad Norodian      |
| 11 | Sudafrica (bandiera)   | A     | Abednego Mosiatlhaga |
| 12 | Sudafrica (bandiera)   | A     | Mohau Mokate         |
| 15 | Sudafrica (bandiera)   | C     | Siphesihle Mkhize    |
| 16 | Sudafrica (bandiera)   | P     | Darren Johnson       |
| 17 | Sudafrica (bandiera)   | C     | Asenele Velebayi     |
| 18 | Sudafrica (bandiera)   | D     | Keenan Abrahams      |

| N. |                      | Ruolo | Calciatore         |
| -- | -------------------- | ----- | ------------------ |
| 20 | Sudafrica (bandiera) | A     | Katlego Otladisa   |
| 22 | Sudafrica (bandiera) | D     | Kiyaam Bull        |
| 23 | Sudafrica (bandiera) | D     | Junior Sibande     |
| 24 | Sudafrica (bandiera) | C     | Deolin Mekoa       |
| 25 | Sudafrica (bandiera) | D     | Bongolwethu Siyasi |
| 26 | Sudafrica (bandiera) | C     | Riyaaz Koopstadt   |
| 27 | Sudafrica (bandiera) | D     | Kegan Johannes     |
| 28 | Sudafrica (bandiera) | C     | Sonwabile Mfecane  |
| 29 | Sudafrica (bandiera) | A     | Ashley Cupido      |
| 33 | Sudafrica (bandiera) | C     | Chumani Butsaka    |
| 40 | Sudafrica (bandiera) | P     | Lincoln Vyver      |
|    | Brasile (bandiera)   |       | Kassiano Soares    |
| 49 | Sudafrica (bandiera) | D     | Toriq Losper       |